# Мосороаса
Мосороаса (рум. Mosoroasa) — село у повіті Вилча в Румунії. Адміністративно підпорядковане місту Беїле-Оленешть.
Село розташоване на відстані 163 км на північний захід від Бухареста, 8 км на північний захід від Римніку-Вилчі, 99 км на північ від Крайови, 116 км на південний захід від Брашова.

## Населення
За даними перепису населення 2002 року у селі проживали 63 особи, усі — румуни. Усі жителі села рідною мовою назвали румунську.